# Hans-Adolf Prützmann
Hans-Adolf Prützmann (Tolkmicko, 31 agosto 1901 – Luneburgo, 21 maggio 1945) è stato un generale tedesco delle SS, dal giugno 1941 ha servito come supremo comandante delle SS e della Polizia per l'Ucraina in questa carica ha supervisionato le attività dei distaccamenti degli Einsatzgruppen che hanno perpetrato l'Olocausto nei paesi baltici, alla fine della guerra il 21 maggio 1945 catturato dagli alleati si è suicidato mentre era in custodia.